# Финансовые активы
Финансовые активы (англ. Financial assets) — это специфическая форма собственности, предполагающая получение дохода:
- кассовую наличность;
- депозиты в банках;
- вклады;
- чеки;
- страховые полисы;
- вложения в ценные бумаги;
- обязательства других предприятий и организаций по выплате средств за поставленную продукцию (коммерческий кредит);
- портфельные вложения в акции иных предприятий;
- пакеты акций других предприятий, дающие право контроля;
- паи или долевые участия в других предприятиях.[2]